# Diócesis de Caçador
La diócesis de Caçador (en latín: Dioecesis Captatoropolitana y en portugués: Diocese de Caçador) es una circunscripción eclesiástica de la Iglesia católica en Brasil. Se trata de una diócesis latina, sufragánea de la arquidiócesis de Chapecó. Desde el 30 de junio de 2021 su obispo es Cleocir Bonetti.

## Territorio y organización
La diócesis tiene 12 398 km² y extiende su jurisdicción sobre los fieles católicos de rito latino residentes en 23 municipios del estado de Santa Catarina: Caçador, Arroio Trinta, Bela Vista do Toldo, Calmon, Canoinhas, Fraiburgo, Iomerê, Irineópolis, Macieira, Major Vieira, Matos Costa, Monte Castelo, Lebon Régis, Papanduva, Pinheiro Preto, Porto União, Rio das Antas, Salto Veloso, Santa Cecília, Timbó Grande, Três Barras, Treze Tílias y Videira.
La sede de la diócesis se encuentra en la ciudad de Caçador, en donde se halla la Catedral de San Francisco de Asís.
En 2023 en la diócesis existían 25 parroquias.

## Historia
La diócesis fue erigida el 23 de noviembre de 1968 mediante la bula Ut suorum fidelium del papa Pablo VI, obteniendo el territorio de la diócesis de Lages.
El 12 de junio de 1975 cedió una parte de su territorio para la erección de la diócesis de Joaçaba mediante la bula Quo aptius del papa Pablo VI.
Originalmente sufragánea de la arquidiócesis de Florianópolis, el 5 de noviembre de 2024 pasó a formar parte de la provincia eclesiástica de Chapecó.

## Estadísticas
Según el Anuario Pontificio 2024 la diócesis tenía a fines de 2023 un total de 300 843 fieles bautizados.
| Año                                                                             | Población            | Población | Población      | Sacerdotes | Sacerdotes    | Sacerdotes    | Bautizados por sacerdote | Diáconos permanentes | Religiosos | Religiosos | Parroquias |
| Año                                                                             | Bautizados católicos | Total     | % de católicos | Total      | Clero secular | Clero regular | Bautizados por sacerdote | Diáconos permanentes | Varones    | Mujeres    | Parroquias |
| ------------------------------------------------------------------------------- | -------------------- | --------- | -------------- | ---------- | ------------- | ------------- | ------------------------ | -------------------- | ---------- | ---------- | ---------- |
| 1970                                                                            | 220 000              | 250 000   | 88.0           | 50         | 9             | 41            | 4400                     | 3                    | 55         | 193        | 19         |
| 1976                                                                            | 210 000              | 236 400   | 88.8           | 47         | 9             | 38            | 4468                     | 1                    | 51         | 142        | 22         |
| 1980                                                                            | 238 000              | 265 000   | 89.8           | 43         | 8             | 35            | 5534                     | 1                    | 51         | 121        | 22         |
| 1990                                                                            | 340 000              | 380 000   | 89.5           | 40         | 14            | 26            | 8500                     | 1                    | 37         | 135        | 22         |
| 1999                                                                            | 280 704              | 350 430   | 80.1           | 43         | 25            | 18            | 6528                     | 2                    | 29         | 84         | 22         |
| 2000                                                                            | 285 700              | 360 509   | 79.2           | 41         | 22            | 19            | 6968                     | 2                    | 37         | 75         | 22         |
| 2001                                                                            | 273 070              | 353 181   | 77.3           | 37         | 21            | 16            | 7380                     | 2                    | 31         | 83         | 22         |
| 2002                                                                            | 278 057              | 354 161   | 78.5           | 37         | 23            | 14            | 7515                     |                      | 24         | 74         | 23         |
| 2003                                                                            | 275 087              | 350 000   | 78.6           | 43         | 28            | 15            | 6397                     |                      | 39         | 71         | 23         |
| 2004                                                                            | 279 906              | 350 919   | 79.8           | 44         | 30            | 14            | 6361                     |                      | 43         | 81         | 23         |
| 2006                                                                            | 286 000              | 376 000   | 76.1           | 43         | 30            | 13            | 6651                     |                      | 37         | 89         | 24         |
| 2013                                                                            | 343 000              | 408 000   | 84.1           | 50         | 39            | 11            | 6860                     |                      | 34         | 80         | 25         |
| 2016                                                                            | 352 000              | 417 000   | 84.4           | 47         | 33            | 14            | 7489                     | 1                    | 36         | 68         | 25         |
| 2019                                                                            | 297 133              | 402 486   | 73.8           | 67         | 52            | 15            | 4434                     | 1                    | 38         | 53         | 25         |
| 2021                                                                            | 302 442              | 412 833   | 73.3           | 65         | 50            | 15            | 4652                     | 1                    | 38         | 53         | 25         |
| 2023                                                                            | 300 843              | 408 324   | 73.7           | 60         | 51            | 9             | 5014                     | 1                    | 11         | 53         | 25         |
| Fuente: Catholic-Hierarchy, que a su vez toma los datos del Anuario Pontificio. |                      |           |                |            |               |               |                          |                      |            |            |            |

## Episcopologio
- Orlando Octacílio Dotti, O.F.M.Cap. (12 de marzo de 1969-1 de abril de 1976 nombrado obispo de Barra)
- João Oneres Marchiori † (25 de enero de 1977-18 de abril de 1983 nombrado obispo coadjutor de Lages)
- Luiz Colussi † (5 de diciembre de 1983-4 de diciembre de 1996 falleció)
- Luíz Carlos Eccel (18 de noviembre de 1998-24 de noviembre de 2010 renunció)
- Severino Clasen, O.F.M. (6 de julio de 2011-1 de julio de 2020 nombrado arzobispo de Maringá)
- Cleocir Bonetti, desde el 30 de junio de 2021